# Johannes Lening
Johannes Lening (* 14. Februar 1491 in Butzbach; † 3. Mai 1566 in Melsungen) war ein evangelischer Theologe und Reformator.

## Leben
Herkunft und Jugend sind unbekannt. Bekannt ist, dass Lening 1514 als Kartäuser zu Eppenberg eintritt und dort bis 1527 verbleibt. Als er sich für die Reformation entschied, wurde ihm das Pfarramt in Melsungen übertragen, das er bis kurz vor seinem Tode innehatte. Da er sich mit dem Täufern befasste, schickte ihn der Landgraf Philipp von Hessen ihn zusammen mit Theodor Fabricius 1533 nach Münster. Dort verfassten sie eine neue Kirchenordnung in 39 Artikeln. Als diese am 18. November 1533 fertig vorlag, schrieb Lening an den Landgrafen, sie hätte ihn viel Schweiß gekostet.
Da Lening des Niederdeutschen nicht mächtig war, konnte er als Prediger auf die Bürger in Münster keinen Einfluss nehmen. Daher verließ er bald die Stadt. Seine Erfahrungen im Kampf mit den Täufern sollte er später in Hessen verwerten. 1536 wurde er in Hessen in den Wiedertäuferausschuss gewählt, der aber nicht so viel erreichte wie Martin Bucer, der mit den Täufern unmittelbar verhandelte.
Für die hessischen Prediger wurde die Lage schwer, als der Landgraf am 23. Juni 1540 die Doppelehe einging. Da sie genötigt waren, sich für ihn einzusetzen, veröffentlichten sie ihre Expostulatio, die die Unterschriften der Superintendenten, unter ihnen auch Lenings trägt. Sie beschworen die Wittenberger Reformatoren, ihren Landesherrn und sie nicht im Stich zu lassen. Auf der Eisenacher Konferenz wegen der Doppelehe des Landgrafen verhandelte L. nicht allein, sondern zusammen mit den übrigen hessischen Superintendenten.
Die unter dem Pseudonym Huldricus Neobulus ausgegangene Schrift „Dialogus... ob es göttlichem, naturlichem, keyserlichem und geystlichem Rechte gemesse oder entgegen sei, mehr dann ein Eeweib zugleich zu haben“ (Frühjahr 1541) wurde Lening zugeschrieben. Er fand sich auch bereit, nach dem Schmalkaldischen Kriege auf die Seite der Interimisten zu treten und die vom EB Sebastian von Hausenstein ausgeschriebene Mainzer Synode zu besuchen.
Da der Landgraf die Annahme des Augsburger Interims wünschte, um aus der Gefangenschaft entlassen zu werden, sollte Lening für die Annahme des Interim im Lande werben. Im Auftrage der landgräflichen Räte reiste er in der Niedergrafschaft umher, wurde aber von der Bevölkerung abgelehnt. Es wurde ein Spottlied auf ihn gedichtet. Daher lehnte er weitere Verwendung in der Werbeaktion ab. Die letzten Erfahrungen hatten ihn gebrochen, so dass er von seinem Amte zurücktrat und kurz darauf starb.